# Лундеберг, Хелен
Хелен Лундеберг (англ. Helen Lundeberg; 24 июня 1908, Чикаго, США — 19 апреля 1999, Лос-Анджелес, США) — американская художница.
Вместе со своим мужем Лорсером Фейтельсоном Лундеберг основала пост-сюрреалистическое движение. Её художественный стиль менялся в течение карьеры, и был описан как пост-сюрреализм, живопись жёстких контуров и субъективный классицизм.

## Жизнь и творчество
Родилась 24 июня 1908 года в Чикаго и была старшей дочерью в семье, имеющей шведские корни. В 1912 году их семья переехала в Пасадину, штат Калифорния.
В детстве Хелен была способной ученицей и заядлым читателем. За свои интеллектуальные способности девочка заслужила включения её в подразделение «Study of Gifted Children» Стэнфордского университета, где изучались особенности развития детей, которые составляют один процент от всех учащихся школ Калифорнии. В этом юном возрасте Хелен стремилась стать писателем.
В 1930 году Лундеберг окончила колледж Pasadena Junior College и поступила на художественные курсы в Stickney Memorial School of Art in Pasadena, где познакомилась с профессором и художником Лорсером Фейтельсоном. Динамичный подход Фейтельсона к композиции и широкий круг интересов на международной арт-сцене вдохновили Хелен. В беседе с искусствоведом Фиделем Даниэли (Fidel Danieli) в рамках проекта Oral History Project Калифорнийского университета в Лос-Анджелесе, Хелен Лундеберг говорила: «When Lorser came and began to explain things, to make diagrams and to give us principles of different kinds of construction — light dawned! It was really very exciting». В 1930-х годах художница работала как в стиле социального реализма, так и в стиле пост-сюрреализма. Она впервые выставлялась в галерее Fine Arts Gallery in San Diego (ныне Художественный музей Сан-Диего) в 1931 году, где показала свою картину «Apple Harvesters». В 1933 году состоялась её первая персональная выставка в галерее Stanley Rose Gallery в Лос-Анджелесе, и в этом же году она вышла замуж за Лорсера Фейтельсона.
В 1934 году вместе с мужем они основали стиль субъективный классицизм (или новый классицизм), который впоследствии стал известен как пост-сюрреализм. Используя свою картину «Plant and Animal Analogies» в качестве примера и идеала, Лундеберг написала манифест New Classicism. Пост-сюрреализм представлял собой первый ответ художников США на европейский сюрреализм. С 1936 по 1942 год Хелен Лундеберг работала в Управлении общественных работ США в рамках Федерального художественного проекта, для которого она выполнила ряд литографий, станковых картин и фресок в районе Лос-Анджелеса. Работая масляной краской, с помощью четырёх помощников, она создала серию из трех фресок: «Preamble to the Constitution», «Free Assembly» и «Free Ballot» для Патриотического зала Боба Хоупа. Эти фрески были удалены в 1970-х годах и в настоящее время считаются потерянными. Лос-Анджелесский художник-монументалист Кент Твитчелл после утраченных росписей Хелен Лундеберг создал новую серию фресок для этого же зала во время его реставрации.
В 1941 году Управление общественных работ поручило художнице создать фреску в здании мэрии Фуллертона (ныне здесь находится полицейское управление Фуллертона). Фреска Хелен Лундеберг «History of California» была написана на трёх стенах палат городского совета с историческими сценами, начиная от прибытия испанских исследователей в Америку и заканчивая расцветом Голливуда. Когда здание было преобразовано в штаб-квартиру полиции, роспись была закрашена и оставалась покрытой до её восстановления в 1993 году. Также под эгидой Управления общественных работ Лундеберг выполнила роспись «History of Transportation» у южной границы парка Edward Vincent, Jr. Park в Инглвуде, штат Калифорния. На фреске высотой 8 футов и длиной 241 фут, выполненной в технике петрахром (petrachrome), отображена история долины Centinela Valley — на ней изображены люди из всех слоев общества, использующих различные виды транспорта от паровозов до самолетов. После нескольких десятилетий существования и некоторого повреждения, настенная роспись была восстановлена в 2007 году и перенесена в её нынешнее местоположение рядом с Инглвудской средней школой. Предварительные рисунки (эскизы) для этой фрески являются частью постоянной коллекции Музея искусств Невады. Все работы, выполненные художницей для Управления общественных работ США в Южной Калифорнии, заслуживают внимания не только потому, что были отлично выполнены, но также по той причине, что Лундеберг была одной из трех женщин-художников в Южной Калифорнии, делающей публичные работы для этого управления.
В 1950-х годах Хелен Лундеберг перешла к геометрической абстракции и живописи жёстких контуров, уйдя от репрезентативной чувствительности, которая определяла её ранние работы. Хелен с мужем были частью свободной группы пост-сюрреалистов, в которую также входили художники Грейс Клементс, Филипп Густон, Рубен Кадиш, Гарольд Леман (Harold Lehman), Люсьен Лабодт (Lucien Labaudt), Кнуд Меррилд (Knud Merrild) и Этьен Рет (Etienne Ret). В этот период своего творчества она была одним из самых плодовитых художников, работающих в Южной Калифорнии. В 1960-х и 1970-х годах Лундеберг продолжала свое «путешествие» по абстракции, исследуя образы, связанные с пейзажами, интерьерами, натюрмортами, планетарными формами и интуитивными композициями. В 1980-х годах она создала серию картин, посвященных пейзажам и архитектурным элементам.
Умерла 19 апреля 1999 года в Лос-Анджелесе после осложнений от пневмонии.

## Заслуги и наследие
Художественная карьера Хелен Лундеберг продолжалась более 60 лет. Свою последнюю известную работу — картину «Two Mountains», она создала в 1990 году. Художница была удостоена ряда премий. Её картины выставлялись во многих известных музеях, включая Музей Гетти, Музей американского искусства Уитни, Музей современного искусства Сан-Франциско, Бруклинский музей, Музей искусств округа Лос-Анджелес, Музей искусств Норы Харрисон, Смитсоновский музей американского искусства и другие. Крупные выставки работ художницы после её смерти прошли в Музее Гетти — «Pacific Standard Time: Crosscurrents in L.A. Painting and Sculpture, 1950—1970» и Музее искусств округа Лос-Анджелес — «In Wonderland: The Surrealist Adventures of Women Artists in Mexico and the United States».
У американской группы Sonic Youth есть песня «Helen Lundeberg», включённая в их альбом Rather Ripped 2006 года, в которой перечисляются картины художницы, представленные на выставке Illusory Landscape в галерее Изящное искусство Луи Стерна.